# Bulbophyllum vesiculosum
Bulbophyllum vesiculosum är en orkidéart som beskrevs av Johannes Jacobus Smith. Bulbophyllum vesiculosum ingår i släktet Bulbophyllum och familjen orkidéer. Inga underarter finns listade i Catalogue of Life.